# Tilly Walker
Clarence William "Tilly" Walker (4 de setembro de 1887 – 21 de setembro de 1959) foi um jogador profissional de beisebol. Cresceu no Tennessee e estudou no Washington College, entrou para a Major League Baseball (MLB). Atuou como campista esquerdo e campista central pelo Washington Senators, St. Louis Browns, Boston Red Sox e Philadelphia Athletics de 1911 até 1923.
Em 1918, Walker empatou com Babe Ruth no título de mais home runs naquela temporada. Em 1922, terminou em segundo na liga em home runs e se tornou um dos cinco jogadores a alcançar 100 home runs na carreira. Após encerrar sua carreira na MLB, Walker jogou por diversos times das ligas menores de beisebol. Também treinou uma equipe das ligas menores por uma temporada e trabalhou na Tennessee Highway Patrol.